# Joseph Wright (Ruderer, 1864)
Joseph Walter Harris Wright (* 14. Januar 1864 in Villanova; † 28. Oktober 1950 in Toronto) war ein kanadischer Ruderer. 
Joseph Wright ruderte für den Argonaut Rowing Club in Toronto. Er trat in fast allen Bootsklassen an und gewann mit seinen Crews über 130 kanadische Titel und zahlreiche Titel in den Vereinigten Staaten. Bei den Olympischen Spielen 1904 in St. Louis belegte er mit dem kanadischen Achter den zweiten Platz hinter dem US-Boot.
Neben seiner Ruderlaufbahn war Wright auch als Boxer, Ringer und Leichtathlet aktiv, 18 Jahre spielte er in der Mannschaft der Toronto Argonauts Canadian Football.
1908 beendete Wright im Alter von 44 Jahren seine aktive Karriere. Er war Trainer bei seinem Verein und betreute zehn Jahre die Ruderer der University of Pennsylvania. Einer seiner Schüler war sein Sohn Joseph Wright, der 1928 eine olympische Silbermedaille gewann.